# 杰梅乌·扎德拉耶夫
杰梅乌·努尔道列特吾勒·扎德拉耶夫（1989年11月2日—），哈萨克斯坦男子摔跤运动员，2017年世界摔跤锦标赛男子古典式71公斤级银牌得主、2024年夏季奥林匹克运动会男子古典式77公斤级银牌得主。